# Black Jack (Musiklabel)
Black Jack ist ein französisches Plattenlabel das von Fab G. im Jahr 1998 gegründet wurde. Heute zählt es zu den bekanntesten French-House-Labels weltweit. Überwiegend wurden 12"-Schallplatten als Tonträger genutzt. Sébastien Léger ist einer der erfolgreichsten und wichtigsten Produzenten der seine Musik auf Black Jack veröffentlichte. Seit 2005 tendiert das Label verstärkt in die Richtung des Electro-House.

## Diskografie
| CAT-Nr.         | Titelname                                   | Jahr |
| --------------- | ------------------------------------------- | ---- |
| BLACKJACK 001   | Superfunk – La Guerre Du Funk EP            | 1998 |
| BLACKJACK 002   | Kiko – Flash In The Night EP                | 1999 |
| BLACKJACK 003   | Fafa Monteco – Funky But Cheak EP           | 1999 |
| BLACKJACK 004   | Deaf'N Dumb Crew – Flagrant Delit EP        | 1999 |
| BLACKJACK 004 R | Sébastien Leger – Off The Wall              | 2000 |
| BLACKJACK 005   | Twin Pitch – Let Us Dance EP                | 1999 |
| BLACKJACK 006   | Da Bitchie Boys – Funky But Cheak EP        | 1999 |
| BLACKJACK 007   | Sebastien Leger – There Is Life After Us    | 1999 |
| BLACKJACK 007 R | Sébastien Léger – Seems So Far              | 2001 |
| BLACKJACK 008   | Fafa Monteco – Danse Avec Les Loops         | 1999 |
| BLACKJACK 009   | DJ Nekbath – Funk Up Da Bath EP             | 2000 |
| BLACKJACK 010   | Mike 303 – Boogie Starz EP                  | 2000 |
| BLACKJACK 011   | Chris Robix – Pop Tones EP                  | 2000 |
| BLACKJACK 012   | DJ Nekbath – 4 Months Later EP              | 2000 |
| BLACKJACK 013   | Twin Pitch – 80 Tronic EP                   | 2000 |
| BLACKJACK 014   | Sébastien Léger – Dazed And Confused EP     | 2001 |
| BLACKJACK 015   | DJ Nekbath – The Bouncing Souls             | 2000 |
| BLACKJACK 016   | Kiko – Back Home EP                         | 2001 |
| BLACKJACK 017   | Chris Rubix – Second Wave EP                | 2001 |
| BLACKJACK 018   | Drexxel – Big Trouble In Little Aix EP      | 2001 |
| BLACKJACK 019   | Sinema – In My Eyes EP                      | 2002 |
| BLACKJACK 020   | Drexxel – Man On The Moog EP                | 2002 |
| BLACKJACK 021   | Sébastien Léger – Victory EP Part 1         | 2002 |
| BLACKJACK 021 B | Sébastien Léger – Victory EP Part 2         | 2002 |
| BLACKJACK 022   | Copyshop – Adultery E.P.                    | 2002 |
| BLACKJACK 022 R | Copyshop – Caprice Des Dieux                | 2002 |
| BLACKJACK 023   | RC Groove Starring Lady D. – High Again     | 2002 |
| BLACKJACK 024   | Nightwolf – Looking For The Sun EP          | 2002 |
| BLACKJACK 025   | Sébastien Léger – Grab My Hips              | 2003 |
| BLACKJACK 025 R | Sebastien Leger – Grab My Hips              | 2004 |
| BLACKJACK 026   | PSM – Paris Sound Machine EP                | 2003 |
| BLACKJACK 027   | Copyshop – Reproduction                     | 2004 |
| BLACKJACK 027 R | Copyshop – Mystery Guest                    | 2005 |
| BLACKJACK 028   | Play Paul – Once U Go                       | 2005 |
| BLACKJACK 029   | Twin Pitch – Midnight Klub                  | 2005 |
| BLACKJACK 030   | Sébastien Léger – Take Your Pills           | 2005 |
| BLACKJACK 030 R | Sébastien Léger – Take Your Pills (Remixes) | 2006 |
| BLACKJACK 032   | Sébastien Léger – Hit Girl                  | 2006 |
| BLACKJACK 033   | Gino’s & Snake – Ingenuous EP               | 2007 |
| BLACKJACK 034   | Paul Johnson – Hot                          | 2007 |

| CAT-Nr.           | Titelname                                             | Jahr |
| ----------------- | ----------------------------------------------------- | ---- |
| BLACKJACK ES 01   | Disco Kidz – Cosmos 1999 / Starlite                   | 1999 |
| BLACKJACK ES 02   | Fafa Monteco – Cockatoo Club                          | 1999 |
| BLACKJACK ES 03   | Deaf'N Dumb Crew – Champagne Party / Spootch          | 1999 |
| BLACKJACK ES 04   | Sébastien Léger – You Can’t Hide From Your Beats      | 2000 |
| BLACKJACK ES 05   | Drexxel & DJ Nekbath – You Can’t Hide From Your Beats | 2002 |
| BLACKJACK ES 06   | Sebastien Leger – We Are EP                           | 2002 |
| BLACKJACK ES 07   | Silvertone – Electrondes                              | 2002 |
| BLACKJACK ES 08   | Sinema – Fakemusic                                    | 2002 |
| BLACKJACK ES 09   | United Beats Of Fab G.                                | 2002 |
| BLACKJACK ES 10   | Volksmusik – Model Ego                                | 2002 |
| BLACKJACK ES 10 R | Volksmusik – X-Ray Eyes                               | 2002 |
| BLACKJACK ES 11   | Elesse – Rare & Unreleased Cuts                       | 2003 |
| BLACKJACK ES 12   | Sébastien Léger – Blackjack 5th Birthday              | 2004 |
| BLACKJACK ES 12 R | Sébastien Léger – Epoxy                               | 2005 |

| CAT-Nr.   | Titelname                                            | Jahr |
| --------- | ---------------------------------------------------- | ---- |
| LP1999-01 | Blackjack Presente Jackpot                           | 1999 |
| LP2000-01 | Sébastien Léger – Atomic Pop                         | 2000 |
| LP2001-01 | Sébastien Léger – King Size (Limited Exclusive Pack) | 2002 |
| LP2002-01 | Sinema – Love Emulator LP                            | 2002 |

| CAT-Nr.  | Titelname           | Jahr |
| -------- | ------------------- | ---- |
| SAMP-001 | Blackjack Sampler 1 | 1999 |
| SAMP-002 | Flamingo EP         | 2000 |

| CAT-Nr.   | Titelname                    | Jahr |
| --------- | ---------------------------- | ---- |
| CD1999-01 | Blackjack Presente Jackpot   | 1999 |
| CD2000-01 | Sébastien Léger – Atomic Pop | 2000 |
| CD2001-01 | Sébastien Léger – King Size  | 2002 |
| CD2004-01 | Copyshop – Reproduction      | 2003 |

| CAT-Nr.    | Titelname           | Jahr |
| ---------- | ------------------- | ---- |
| 0377 PROMO | Sinema – In My Eyes | 2002 |